# Abeokuta
Abeokuta er en by i det sydvestlige Nigeria ved Ogun-floden. Befolkningen i selve byen er anslået til 530.000 (2002) og til omkring 700.000 når man medregner omliggende byområder. Byen, der er administrationsby i delstaten Ogun, ligger 78 km nord for  Nigerias største by Lagos.
- Wikimedia Commons har flere filer relateret til Abeokuta

7°9′39″N 3°20′54″Ø / 7.16083°N 3.34833°Ø